# Lena Ehlers
Lena Ehlers (Berlijn, 5 juli 1980) is een Duits actrice.
Ehlers volgde tussen 2005 en 2008 een acteeropleiding aan de Filmschauspielschule in Berlijn. Ook volgde ze theaterworkshops en nam ze privéles in het ontwikkelen van haar stem en talen. Na haar studies speelde Lena in verschillende toneelstukken, zoals het toneelstuk Die Große Reise. Hiermee toerde ze in 2008 door het land. In 2009 speelde ze in het toneelstuk Don Juan kommt aus dem Krieg van Ödön von Horváth.
In 1992 was Ehlers te zien als Karin Becker in de soapserie Gute Zeiten – Schlechte Zeiten. Achttien jaar later, in 2010, keerde ze terug naar de soapserie. Deze keer speelt ze de rol van Dascha Petrova. Ook is ze bekend van haar rol als Kelly in Unter Uns, een rol die ze tussen 2008 en 2009 speelde.

## Filmografie (selectie)
- 2009–2012: Gute Zeiten, schlechte Zeiten (televisieserie)
- 2005: O – Negative (korte film)
- 2007: Mitte 30 (televisiefilm)
- 2009: Unter uns (televisieserie)
- 2009: Nichts von Bedeutung (korte film)
- 2012: Die Essenz des Guten
- 2014: Meet Me in Montenegro
- 2015: Oskarreif (Kurzfilm)
- 2015: Notruf Hafenkante - Alexas Puzzle (televisieserie)
- 2015: Macho Man
- 2015: August in Berlin
- 2017: Witch’s Milk (korte film)